# Jesús de Tavarangue
Jesus Tavarangue er resterne af en jesuitmissionsstation. Den ligger 10 km nordøst for La Santísima Trinidad de Paraná i d'Itapua-provinsen i det sydøstlige Paraguay.
Byen blev grundlagt i 1658, men først i 1763 kom jesuitterne og påbegyndte missionstationen i landsbyen. Ud over bygningernes arkitektur i spansk stil, står missionsbygningerne i dag tilbage som en påmindelse om jesuitter missionering i regionen.
Jesus Tavarangue blev sammen med La Santísima Trinidad de Paraná blev i 1993 optaget på UNESCOs Verdensarvsliste.
27°03′22″S 55°45′11″V / 27.056°S 55.753°V